# Adoxophyes parameca
Adoxophyes parameca is een vlinder uit de familie van de bladrollers (Tortricidae). De wetenschappelijke naam van de soort is voor het eerst geldig gepubliceerd in 2013 door Józef Razowski.

## Type
- holotype: "female. VIII.-IX.1987. genitalia slide 33408. Operation Raleigh. J.D. Holloway, D.T. Jones et al."
- instituut: BMNH, Londen, Engeland
- typelocatie: "Indonesia, Seram, Gunung Binaia, north slopes 2000 m, Upper montane forest"